# Euregio SaarLorLux

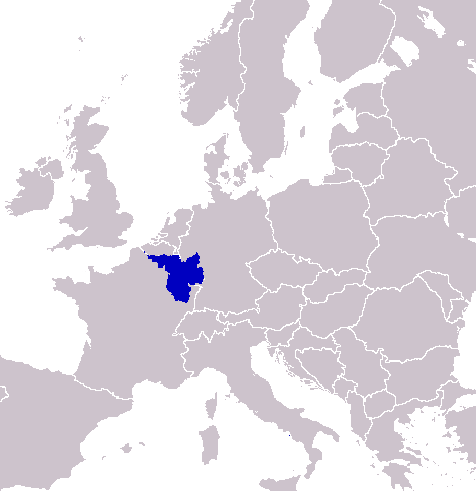
Ligging van SaarLorLux

De Euregio SaarLorLux is een grensoverschrijdend samenwerkingsverband tussen 5 bestuurlijke regio's in 4 Europese landen. 
Het betreft:
- in Duitsland: De deelstaten Saarland en Rijnland-Palts.
- in Frankrijk: Meurthe-et-Moselle en Moselle van de toenmalige regio Lotharingen (aanvankelijk ook Meuse en Vosges)
- in België: Wallonië, inclusief de Duitstalige Gemeenschap
- Luxemburg (het gehele Groothertogdom).

Dit gebied beslaat 65.400 km² en had in 2006 11.330.944 inwoners.
Het samenwerkingsverband werd op 16 oktober 1980 opgericht.